# Jacob Christian Schäffer

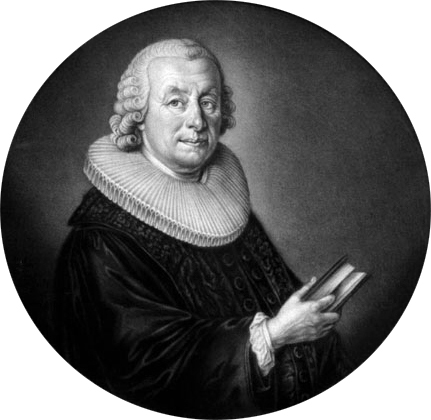
Jacob Christian Schäffer

Jakob oder Jacob Christian Schäffer, auch Schaeffer, (* 31. Mai 1718 in Querfurt; † 5. Januar 1790 in Regensburg) war ein deutscher evangelischer Pastor, Superintendent, Extraordinarius, Botaniker, Mykologe, Entomologe, Ornithologe und Erfinder. Sein offizielles botanisches Autorenkürzel lautet „Schaeff.“
Er sollte nicht mit seinem Neffen verwechselt werden, dem Arzt Jacob Christian Gottlieb von Schäffer (1753–1829), einem Sohn seines jüngeren Bruders Johann Gottlieb Schaeffer (1720–1795).

## Leben

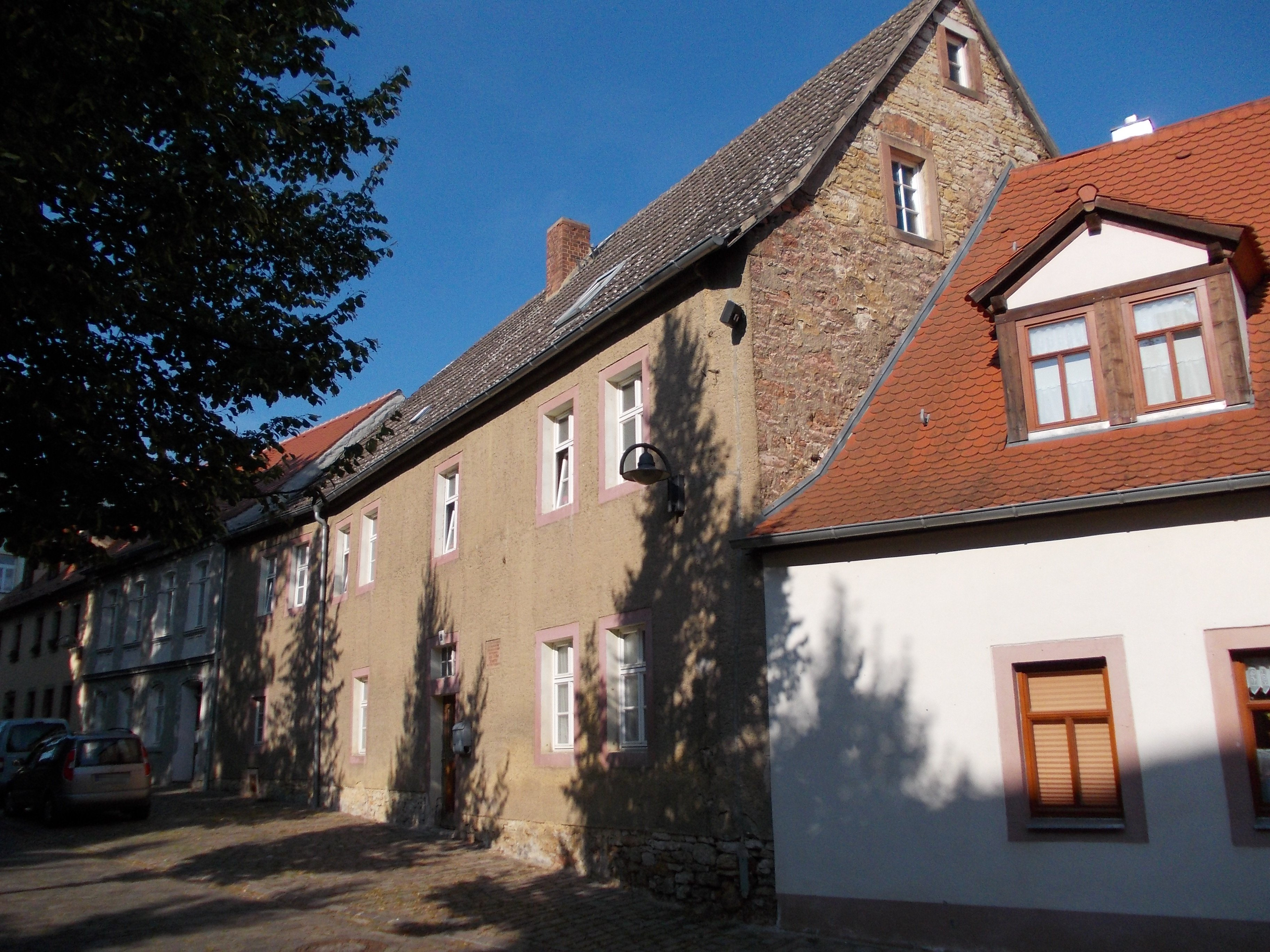
Das Geburtshaus in Querfurt

### Kindheit, Jugend und Ausbildung
Jacob Christian Schäffer wurde am 31. Mai 1718 in Querfurt (heute Sachsen-Anhalt) in eine protestantische Familie geboren. Sein Vater war der Archidiakon Johann Christoph Schäffer, seine Mutter Martha Viktoria Schäffer, geb. Schernberger. Der Vater, 1677 geboren, starb unerwartet früh 1728. Schäffer wuchs danach mit fünf Geschwistern in ärmlichen Verhältnissen auf. Er erhielt Unterricht in Querfurt und Glaucha sowie danach auf dem Gymnasium in Greiz. 1735 wurde er in die Latina der Franckeschen Stiftungen in Halle (Saale) aufgenommen. Dort lebte er von der „mensa ambulatoria“ (ein ambulanter Mittagstisch) und der Kurrende, ein Schulchor, der für das öffentliche Singen geistlicher Lieder z. B bei Beerdigungen Almosen erhielt. Schäffer gab außerdem Nachhilfeunterricht an der „Mägdeleinschule“ der Franckeschen Stiftungen.

### Evangelischer Theologe
Von 1736 bis 1738 studierte Schäffer evangelische Theologie an der Universität Halle ohne Abschluss. Danach war er ab 1738 Hauslehrer in Regensburg. 1739 hielt er in Regensburg seine erste Predigt. 1741 wurde er in der dortigen Neupfarrkirche ordiniert, obwohl er das Studium noch nicht abgeschlossen hatte und als Fremder galt, weil er nicht aus Bayern stammte. Als Extraordinarius übernahm er das Amt eines Predigers. 1760 verlieh ihm die Universität Wittenberg den Doktortitel der Philosophie und 1763 wurde er von der Eberhard Karls Universität Tübingen zum Doktor der Theologie promoviert.
Während seiner Amtszeit als Prediger hatte er oft Auseinandersetzungen politischer und theologischer Art, meist ging es dabei um Fragen zum kirchlichen Kurs und um seine zahlreichen Nebentätigkeiten. 1779 folgte seine Ernennung zum Superintendenten der evangelischen Gemeinde und zum Pastor der Neupfarrkirche. 1784 erwarb Schäffer das Haus Nr. 5 in der heutigen Pfarrergasse, für die vorher auch andere Namen im Gebrauch waren. Das Haus in Ecklage zum Straußgäßchen stammt aus dem 14. Jahrhundert und war bereits 1553 in den Besitz der Stadt Regensburg gekommen, um als erster evangelischer Pfarrhof in der Stadt genutzt zu werden.

### Botaniker
In dem Buch Erleichterte Artzney-Kräuterwissenschaft beschrieb er 1759 die Heilwirkung von Pflanzen, um Ärzten und Apothekern einen praktischen Leitfaden in die Hand zu geben. Die Pflanzengattung Schaefferia Jacq. in der Familie der Spindelbaumgewächse (Celastraceae) ist nach ihm benannt.

### Mykologe
1762 bis 1764 veröffentlichte er die Natürlich ausgemahlten Abbildungen baierischer und pfälzischer Schwämme, welche um Regensburg wachsen in vier Bänden mit zahlreichen kolorierten Abbildungen. Wegen seines systematischen Vorgehens wird Schäffer als deutscher Linné bezeichnet und als Begründer der Pilzkunde in Deutschland gesehen. In seiner Würdigung verwies der Mykologe Matthias Sebastian Killermann 1924 „auf die nicht geringe Zahl von Pilzsorten, die seinen Namen tragen"“. In neuerer Zeit hat sich der Mykologe Heinrich Dörfelt mit Schäffers Bedeutung für die Pilzkunde befasst.

### Entomologe

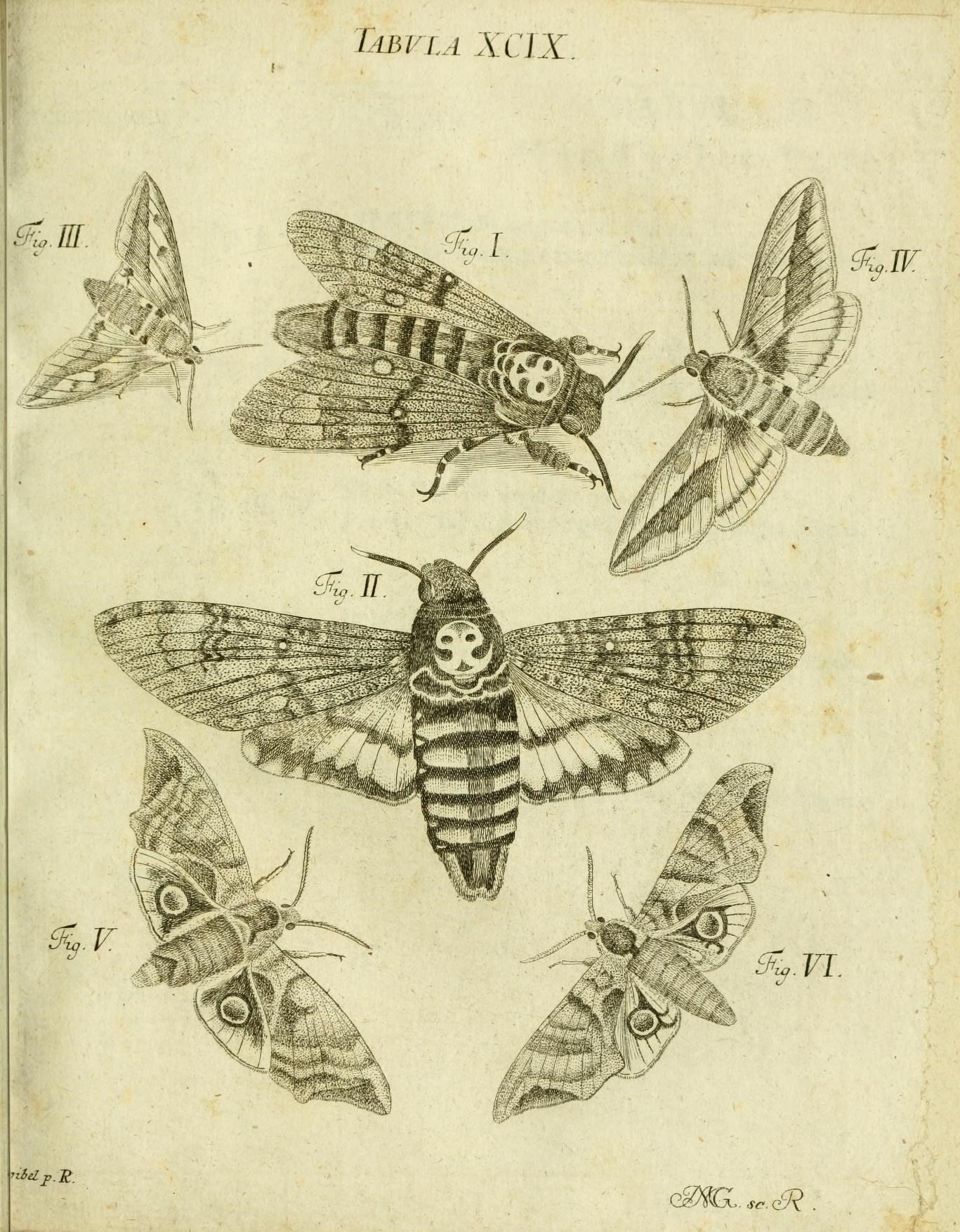
Insektenskizzen von Jacob Christian Schäffer

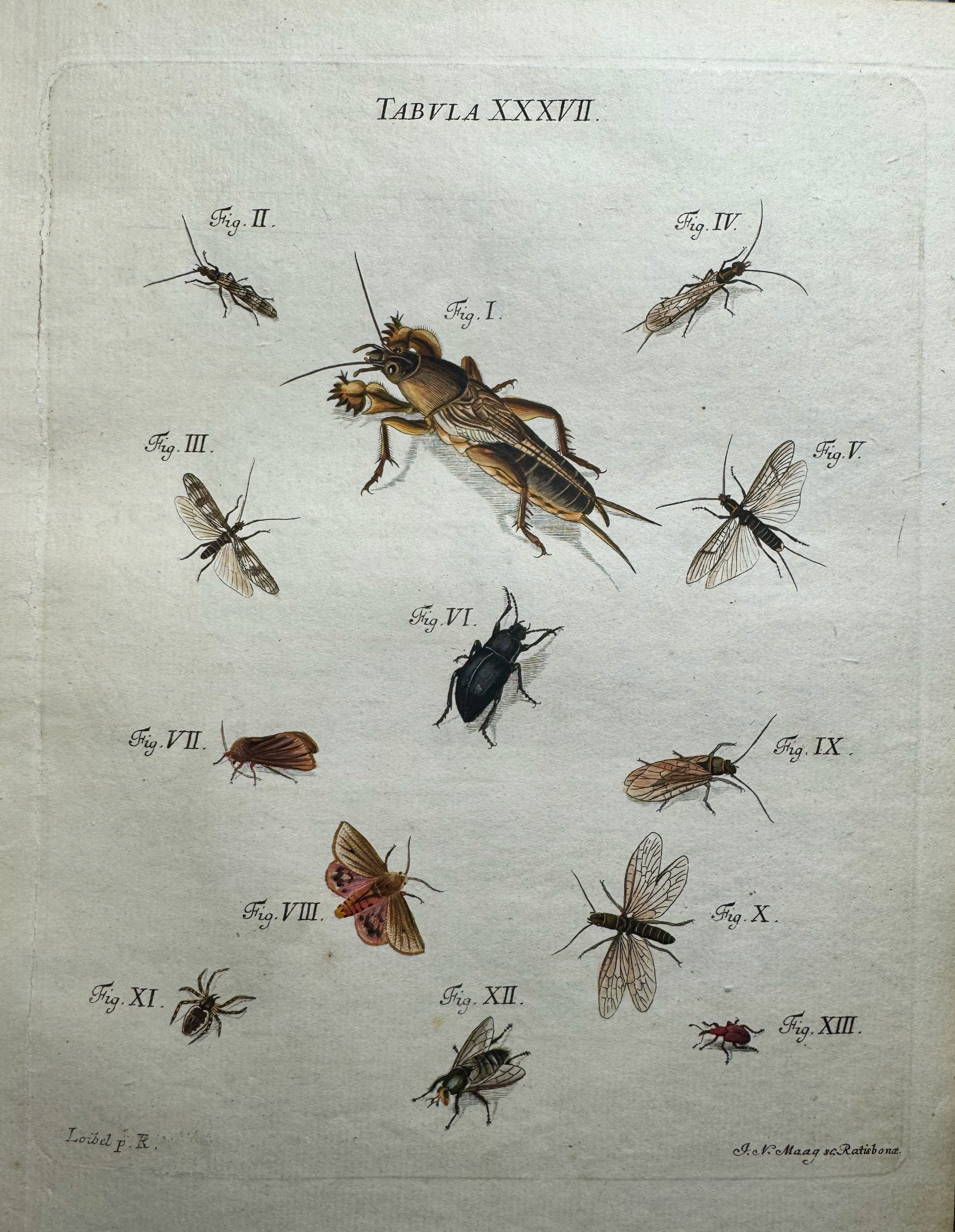
Tafel 37 aus den Icones Insectorum (Insectorvm), Band 1: Motten, Käfer, Grille, Spinne

Zu seinen bedeutendsten Arbeiten zählen die 1789 als Einführung in die Insektenkunde verfassten Elementa entomologica sowie das 1779 in drei Bänden veröffentlichte Werk Icones insectorum circa ratisbonam indigenorum coloribus naturam referentibus expressae, das 280 handkolorierte Kupfertafeln mit über 3000 Abbildungen der Insekten im Raum Regensburg enthält. 1752 befasste er sich nach einer Exkursion dorthin mit einer Raupenplage, die Teile des damaligen Sachsen samt seiner Heimatstadt Querfurt heimgesucht hatte. Schäffer versuchte außerdem, Präparationstechniken zu verbessern.

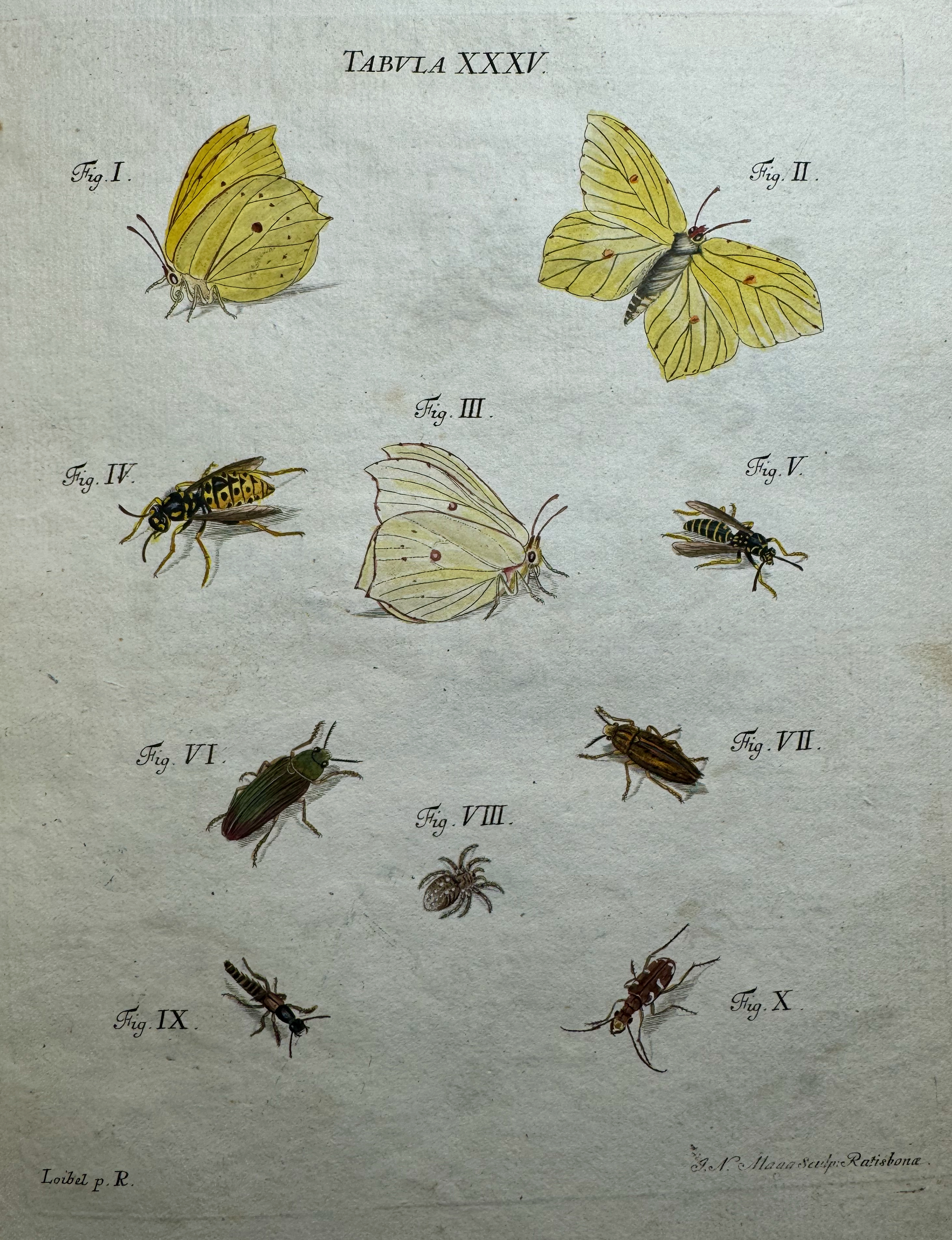
Tafel 35 aus den Icones Insectorum (Insectorvm), Band 1: Schmetterlinge, Käfer, Wespen

### Forscher und Entwickler
Schäffer erforschte physikalische Fragestellungen der Elektrizitätslehre, der Farbenlehre und der Optik. Er fertigte Linsen und Prismen. An der Entwicklung und Verbesserung technischer Geräte wie Sägemaschine, Backofen und Brennspiegel war er maßgeblich beteiligt.
Schäffer stieß bei der Suche nach einer Maschine, die für seine Papierversuche als Ersatz für den in Papiermühlen damals üblichen Papierholländer geeignet sein könnte, auf die Beschreibung einer Waschmaschine von Gotthard Friedrich Stender, die aus England nach Hannover und Braunschweig importiert worden war. Angeregt davon ließ sich Schäffer auf Grundlage dieser Beschreibung eine solche Maschine anfertigen und nahm Versuche vor. Aufgrund seiner Test-Erfahrungen wurden einige Veränderungen vorgenommen. Diese Erfahrungen und den Aufbau der Waschmaschine für Haushaltungen veröffentlichte er in der Schrift Die bequeme und höchstvortheilhafte Waschmaschine. Die Maschine soll in rund 60 Exemplaren angefertigt und im In- und Ausland gut abgesetzt worden sein.
Eine Nachbildung der Schäfferschen Waschmaschine steht im Miele-Museum Gütersloh. Sie wurde 1988 zum 60. Geburtstag des damaligen Geschäftsführers der Firma Miele, Peter Zinkann, von Angestellten des Hauses gefertigt. Ein weiterer Nachbau, von dem Böttcher Carsten Romberg aus Roßbach bei Naumburg exakt nach den Originalmaßen gefertigt, wurde am 27. November 2012 in der Zweigstelle Querfurt der Saalesparkasse enthüllt.
Ausgelöst von der zunehmenden Knappheit an Lumpen bzw. Hadern aus Leinen- und Hanftextilien ab Anfang des 18. Jahrhunderts, die zu dieser Zeit als nahezu alleinige Rohstoffe für die Papierherstellung in Deutschland dienten, kam es zu einem Mangel an Papier, von dem auch Schäffer um 1760 betroffen war und deshalb Abhandlungen ungedruckt liegen lassen musste. Er begann deshalb nach anderen Rohstoffen als Lumpen-Ersatz zu suchen und fand dazu in der wissenschaftlichen Literatur Abhandlungen zur Nutzung von Pflanzenfasern und Holz; speziell sah er das umfassende Verzeichnis von Jean-Étienne Guettard zur Nachahmung als würdig. Schäffer führte 1761 Versuche durch, aus Pappelwolle und Graswolle (Wollgras) Papier herzustellen, was aber zu keinem durchbrechenden Erfolg führte. Seine Abhandlung zu diesen Versuchen reichte er 1762 der Bayerischen Akademie der Wissenschaften ein, deren Mitglied er war, aber eine Veröffentlichung erfolgte erst 1764. Diese Verzögerung der Veröffentlichung widersprach den Erwartungen von Schäffer, so dass er die Veröffentlichung weiterer angekündigter fortführender Abhandlungen zu diesen Versuchen mit der Papiermühle im Rahmen der Akademischen Abhandlungen ablehnte. Er kündigte am 26. Oktober 1764 der Akademie die jährliche Pension von 200 Gulden auf, um freie Hand zu bekommen, und veröffentlichte nun bei seinem Verleger Montag, von dem er jährlich 1000 Gulden erhielt.
Schäffer führte nach diesen ersten Versuchen weitere umfassende Experimente durch, um Papier möglichst ohne Lumpen herzustellen. Als alternative Rohstoffe experimentierte er nochmals mit der Samenwolle der Schwarzpappel und des Wollgrases, aber auch der der Disteln sowie mit Moos, Flechten, Hopfen, Weinreben, Feldmelde, Beifuß, Mais, Brennnesseln, Aloe, Stroh, Rohrkolben, Blaukohlstrunken, Maiblümchen, Torf, Seidenpflanzen, Ginster, Hanfschäben, Kartoffelpflanzen, Waldreben, Tannenzapfen, diversen Holzarten wie Weiden-, Espen- und Fichtenholz, Wespennestern (zurückgehend auf Hinweise von René-Antoine Ferchault de Réaumur) sowie mit Sägespänen und Dachschindeln, aber auch mit Zyprischem Asbeststein. Diese Versuche und seine Ergebnisse mit den zugehörigen Papiermustern veröffentlichte er in Regensburg 1765 in Versuche und Muster ohne alle Lumpen oder doch mit einem geringen Zusatze derselben Papier zu machen in zwei Bänden, in Neue Versuche und Muster das Pflanzenreich zum Papiermachen und anderen Sachen wirthschaftsnützlich zu gebrauchen in drei Bänden (1765, 1766, 1767) und in Wiederholte Versuche auf ordentlichen Papiermühlen aus allerhand Pflanzen und Holzarten Papier zu machen. Diese in den sechs Bänden angeführten Experimente brachten jedoch qualitativ gutes Papier und beruhten oft auf Rohstoffen, die mengenmäßig nicht für den steigenden Produktionsbedarf zur Verfügung standen, weshalb sie von den Papiermüllern abgelehnt wurden. Karl Karmarsch, einer der führenden Technologen des 19. Jahrhunderts, schätzte deshalb in seiner Geschichte der Technologie zu den Papierversuchen von Schäffer ein: „Der fleißige Mann arbeitete zu sehr im Kleinen und entbehrte auch des technischen Urtheils wie mechanischer und chemischer Hülfsmittel, um das wirklich Nutzbare seiner Versuche der Praxis zuzuführen.“

### Anerkennungen und Auszeichnungen
Trotz aller Misserfolge bleibt es Schäffers Verdienst, in einer so umfassenden Versuchsserie frühzeitig nach neuen Rohstoffen für die Papierherstellung gesucht zu haben, was wie folgt gewürdigt wurde:
„Wie viele geniale Erfinder war auch Schäffer der Zeit weit voraus ... Hier und da wurden von ihm empfohlene Rohstoffe für die Papierherstellung abermals geprüft. (Bei Versuchen in England, Italien, Frankreich und Irland) handelte es sich durchweg um Rohstoffe, die Schäffer schon lange vorweg vorgeschlagen und erprobt hatte.“
„Schäffer hat zu einer Zeit, wo seine Zeitgenossen für sein Streben kein Verständnis zeigten, ihm ihre Anerkennung versagten und ihn verspotteten, mit weit ausschauendem Blick die Notwendigkeit der Einführung weiterer Rohstoffe in die Papierfabrikation erkannt und, obwohl nicht Fachmann, mit allen Kräften daran gearbeitet, die Durchführbarkeit seiner Vorschläge durch Versuche nachzuweisen.“
„Der bekannteste unter den Forschern, die ein Jahrhundert vor ihrer wirklichen Erschließung das Reich der Faserstoffe nach allen Richtungen durchsuchten, ist (...) Jacob Christian Schäffer. Von ihm stammen die in den Jahren 1765–1771 in Regensburg erschienenen sechs Bände ,Versuche und Muster ohne alle Lumpen oder doch nur mit einem geringen Zusatz derselben Papier zu machen‘. Schäffer hat seine Forschungen in diesem Werk niedergelegt, das eines der seltensten Bücher papiergeschichtlichen Inhalts ist. Er hat darin nicht nur seine Versuche genau beschrieben, sondern es auch mit den Proben der jeweils hergestellten Papiere versehen.“
„Jacob Christian Schaeffer tat mehr als irgendeiner der Vorgänger für die Papiertechnik.“
Kaiser Josef II. ehrte Schäffer durch die Verleihung einer goldenen Kette. Der dänische König machte ihn zum Ehrenprofessor in Altona und zum außerordentlichen Geheimrat.

### Museum Schaefferianum
Er richtete ein umfangreiches Naturalienkabinett (Museum Schaefferianum) ein, das für die Öffentlichkeit zugänglich war. Johann Wolfgang von Goethe besuchte es unter dem Pseudonym Joh. Phillip Moeller am 5. September 1786 auf seiner Italienreise und nannte es das Schäfrisch Cabinet.

### Mitglied wissenschaftlicher Gesellschaften und Akademien
Er gehörte u. a. den Akademien in Göttingen, Berlin, Duisburg, Mannheim, München, Leipzig, Altdorf, Erlangen, St. Petersburg, London, Lund, Uppsala, Bern und Rovereto sowie der Physikalisch-Botanischen Gesellschaft in Florenz an. 1757 wurde er in die Deutsche Akademie der Naturforscher Leopoldina aufgenommen; er war korrespondierendes Mitglied der Pariser Académie des Sciences und 1759 Gründungsmitglied der Bayerischen Akademie der Wissenschaften.

### Wissenschaftlicher Briefwechsel
Mit dem schwedischen Botaniker Carl von Linné und dem französischen Physiker und Zoologen René Antoine Ferchault de Réaumur stand er im wissenschaftlichen Briefwechsel.

### Familie
Jacob Christian Schäffer war dreimal verheiratet: von 1743 bis 1747 mit Susanna Maria Weisböck, nach deren Tod von 1747 bis 1759 mit Maria Wilhelmina Regina Preidl, nach deren Tod von 1760 bis zu seinem Tod mit Sophia Christine Herrich. Zwischen 1747 und 1753 wurde er Vater von vier Töchtern. Zu seinen Geschwistern gehört der Regensburger Stadtarzt und Apotheker Johann Gottlieb Schäffer (1720–1795); der Regensburger Arzt Jacob Christian Gottlieb von Schäffer (1752–1826) ist dessen Sohn, also sein Neffe. Mit diesem wird Jacob Christian Schäffer gelegentlich verwechselt.

## Denkmal, Gedenktafeln und Benennungen
- Gedenktafel am Haus Kirchplan 7 in Querfurt (Sachsen-Anhalt), seinem Geburtshaus, hier nur geehrt als „Begründer der Pilzkunde und Erfinder des Holzpapiers“ (seit 31. Mai 1968)
- Am 1. August 2013 wurde an der Fassade dieses Hauses eine Erinnerungstafel mit weiteren Informationen zu Schäffers Wirken enthüllt.
- Gedenktafel am Haus Pfarrergasse 5 (Evangelisches Dekanat) in Regensburg (Bayern): „Der grosse Naturforscher Dr. Jak. Christian Schaeffer … starb in diesem Hause am 3. Januar 1790.“ (Irrtümlich statt 5. Januar 1790)
- Seit 2. Juni 2014 ist in Querfurt eine Gasse nach Jacob Christian Schäffer benannt; sie liegt in der Nähe seines Geburtshauses.
- Am 2. Juni 2018 wurde aus Anlass des 300. Geburtstages an der evangelischen Stadtkirche St. Lamperti Querfurt gegenüber seinem Geburtshaus das erste Denkmal zu Ehren Schäffers enthüllt, geschaffen von dem Quedlinburger Metallkünstler Jochen Müller.[23][24]

## Ausstellungen
- Jacob Christian Schäffer. Ausstellung im Botanischen Garten in Halle (Saale) vom 25. bis 28. Mai 1968.
- Jacob Christian Schaeffer – Superintendent, Naturforscher, Erfinder. Ausstellung in der Universitätsbibliothek Regensburg im Frühjahr 1993 (siehe dazu Katalog von Angelika Reich (Hrsg.): Jacob Christian Schäffer – Superintendent, Naturforscher, Erfinder. Regensburg 1993, ISBN 3-88246-176-4).
- Schöpfungen aus Papier. Eine Hommage an Jakob Christian Schaeffer (1718-1790). Ausstellung durch die Jugendbauhütte Regensburg zum Freiwilligen Jahr in der Denkmalpflege im Historischen Museum Regensburg vom 3. Juni bis 1. Juli 2012 (siehe dazu[25])
- Papier und Pflanze. Ausstellung im Botanischen Garten der Universität Tübingen vom 11. März 2012 bis 10. Februar 2013 mit Exponaten zu Schäffer und zur Papierfertigung aus Pflanzen.[26]
- Jacob Christian Schäffer 1718-1790. Theologe und Naturwissenschaftler. Eine Dokumentation seiner Vielseitigkeit. Ausstellung auf der Burg Querfurt vom 2. Juni bis 26. August 2018.[27][28]
- Jacob Christian Schäffer. Ausstellung im Naturkundemuseum Ostbayern vom 3. Oktober bis 25. November 2018.[29]
- Das Papiermuseum Alte Dombach in Bergisch Gladbach zeigt mehrere Exponate zu Schäffers Versuchen mit Papier. Auch auf dem Weg in das Museum wird auf seine Arbeiten zur Papiergeschichte verwiesen.[30]
- Vom 2. bis 31. Oktober 2020 war innerhalb der Ausstellung „Große Wäsche“ im Kreisbauernmuseum in Schäffers Geburtsort Querfurt unter anderem der originalgetreue Nachbau seiner mechanischen Waschmaschine zu sehen.[31]

## Kalender
Der Jahreskalender 2019 des Altertums- und Verkehrsvereins Querfurt und Umgebung e. V. enthält sowohl für das Titelblatt wie auch für den Monat Mai Abbildungen zu Schäffer mit ausführlichen Erläuterungen.

## Schriften (Auswahl)
Mehrere Publikationen Schäffers sind über das Göttinger Digitalisierungszentrum der Niedersächsischen Staats- und Universitätsbibliothek Göttingen leicht zugänglich.

### Naturkundliche Schriften
- Nachricht von einer Raupe, so etliche Jahre her an manchen Orten in Sachsen vielen Schaden gethan; nebst einigen aus der Natur dieser Raupe hergeleiteten Vorschlägen, solche am leichtesten zu verringern und auszurotten; auf Verlangen entworfen und dem Druck überlassen. Weiß, Regensburg 1752. (Digitalisat)
- Die Armpolypen in den süßen Wassern um Regensburg entdecket und beschrieben. Weiß, Regensburg 1754. (Digitalisat)
- Neuentdeckte Theile an Raupen und Zweyfaltern. Nebst der Verwandlung der Hauswurzraupe zum schönen Tagvogel mit rothen Augenspiegeln. Weiß, Regensburg 1754. (Digitalisat)
- Der Afterholzbock vormals in einem lateinischen Sendschreiben an den Herrn von Reaumur itzo in deutscher Sprache beschrieben; Und mit einer Nachricht von der Frühlingsfliege mit kurzen Oberflügeln begleitet. Nebst einer Kupfertafel mit Figuren in Farben. Weiß, Regensburg 1755. (Digitalisat)
- Die Blumenpolypen der süßen Wasser beschrieben und mit den Blumenpolypen der salzigen Wasser verglichen; nebst drey Kupfertafeln mit Figuren in Farben. Weiß, Regensburg 1755. (Digitalisat)
- Der krebsartige Kiefenfuß mit der kurzen und langen Schwanzklappe. Weiß, Regensburg 1756. (Digitalisat)
- Das fliegende Uferaas oder der Haft wegen desselben am 11ten Augustmon. an der Donau, und sonderlich auf der Steinernen Brücke, zu Regensburg ausserordentlich häufigen Erscheinung und Fluges. Zunkel, Regensburg 1757. (Digitalisat)
- Verschiedene Zwiefalter und Käfer mit Hörnern Nebst drey Kupfertafeln mit Figuren in Farben. Zunkel, Regensburg 1758. (Digitalisat)
- Vorrede zum Werk Onomatologia historiae naturalis Completa oder vollständiges Lexicon das alle Benennungen der Kunstwörter der Naturgeschichte nach ihrem ganzen Umfang erkläret und den reichen Schatz der ganzen Natur durch deutliche und richtige Beschreibungen des nützlichen und sonderbaren von allen Thieren, Pflanzen und Mineralien sowohl vor Aerzte als andere Liebhaber in sich faßt. Zu allgemeinem Gebrauch von einer Gesellschaft naturforschender Aerzte nach den richtigsten Urkunden zusammengetragen. Band 1 bis 7. Ulm, Frankfurt am Main und Leipzig: Gaumische Handlung (1761 – 1777) (Schäffers Vorrede umfasst 40 Seiten)
- Die Egelschnecken in den Lebern der Schaafe und die von diesen Würmern entstehende Schaafkrankheit. Neubauer, Regensburg 1762. (Digitalisat)
- Fungorum qui in Bavaria et Palatinatu circa Ratisbonam nascuntur icones nativis coloribus expressae. Zunkel, Regensburg 1762 und 1774. (Digitalisat Band 1), (Band 2)
- Die Sattelfliege. Weiß, Regensburg 1753. (Digitalisat) 2. Auflage. Regensburg: Neubaurische Schriften 1762.
- Das Zwiefalter- oder Afterjüngferchen. Montag, Regensburg 1763. (Digitalisat) 2. Auflage. Regensburg: Johann Leopold Montag (1763)
- Der wunderbare und vielleicht in der Natur noch nie erschienene Eulenzwitter, nebst der Baumraupe aus welcher derselbe entstanden. Montag, Regensburg 1761. (Digitalisat) 2. Auflage. Regensburg: Johann Leopold Montag (1763)
- Erläuterte Vorschläge zur Ausbesserung und Förderung der Naturwissenschaft. Zunkel, Regensburg 1763. (Digitalisat)
- Abhandlungen von Insekten. Regensburg: Johann Leopold Montag (1764 und 1779)
- Icones Insectorum circa Ratisbonam indigenorum coloribus naturam referentibus expressae. Regensburg: Zunkel (1766)
- Erleichterte Arzneykräuterwissenschaft. Nebst vier Kupfertafeln mit ausgemahlten Abbildungen. Zweyte Auflage. Regensburg: Johann Leopold Montag (1770) Digitalisierte Ausgabe der Universitäts- und Landesbibliothek Düsseldorf
- Erstere und fernere Versuche mit Schnecken nebst einem Nachtrage. Regensburg: Johann Christoph Keyser (1770)
- Elementa entomologica cum appendice; CXXV. tabulae aere excusae floridisque coloribus distinctae. Weiss, Regensburg 1766.

### Technische Schriften
- Die bequeme und der Wirthschaft in allen Rücksichten höchstvorteilhafte Waschmaschine. Wie solche in den damit gemachten Versuchen bewährt gefunden und, damit dieselbe um so sicherer und nützlicher gebraucht werden könne, hin und wieder abgeändert und verbessert worden. Zunkel, Regensburgv1766. Nachträge 1767 und 1768.
- Erfolg der Versuche die Saamenwolle der Schwarzpappel und des Wollengrases wirtschaftsnützlich zu gebrauchen. In: Abhandlungen der Churfürstlich-baierischen Akademie der Wissenschaften. Zweyter Band. II. Theil. München 1764 S. 261–298.
- Versuche und Muster ohne all Lumpen oder doch mit einem geringen Zusatze derselben Papier zu machen. Erster Band. Regensburg 1765. (Digitalisat)
- Versuche und Muster ohne alle Lumpen oder doch mit einem geringen Zusatze derselben Papier zu machen. Muster und Kupfertafeln. Zweyter Band. Regensburg 1765. (Digitalisat)
- Neue Versuche und Muster das Pflanzenreich zum Papiermachen und andern Sachen wirthschaftsnützlich zu gebrauchen. Erster Band, Regensburg 1765.
- Neue Versuche und Muster das Pflanzenreich zum Papiermachen und andern Sachen wirthschaftsnützlich zu gebrauchen. Zweyter Band. Regensburg 1766.
- Neue Versuche und Muster das Pflanzenreich zum Papiermachen und andern Sachen wirthschaftsnützlich zu gebrauchen. Dritter und letzter Band. Regensburg 1767.
- Proefnemingen en monster-bladen om papier te maaken zonder lompen, of met een gering byvoegzel derzelven. Uit het Hoogduitsch vertaald. Eerste Deel. Jan Christiaan Sepp, Amsterdam 1770.
- Proefnemingen en monster-bladen om papier te maaken zonder lompen, of met een gering byvoegzel derzelven. Uit het Hoogduitsch vertaald. Tweede Deel. Jan Christiaan Sepp, Amsterdam 1770.
- Wiederholte Versuche auf ordentlichen Papiermühlen aus allerhand Pflanzen und Holzarten Papier zu machen. Der sämtlichen Versuche Sechster und letzter Band. Regensburg 1771.
- Empfehlung, Beschreibung und erweiterter Gebrauch des sogenannten und zur Erspahrung des Holzes höchstvorteilhaften Bockofens. Regensburg: Johann Christoph Keyser (1770)
- Sämtliche Papierversuche. Sechs Bände. Zwote Auflage. Nebst ein und achtzig Mustern und dreyzehen theils illuminirten theils schwarzen Kupfertafeln. Regensburg: Zunkel (1772)
- Versuche mit dem beständigen Electricitätträger. Vier Abhandlungen mit sieben Kupfertafeln. Regensburg: Johann Leopold Montag (1780)

### Theologische Schriften
- Schrifftmäßiger Beweiß, daß Christus an keinem Mittwoch, sondern an einem Freytag gestorben, und folglich nicht drey vollige Tage und drey völlige Nächte, sondern nur bis am dritten Tage im Grabe gelegen ist. Zunkel, Regensburg 1746.
- Antrittspredigt, welche am 1. Sonntage nach Trinitatis als dem gewöhnlichen Buß-Bet- und Festtage in der neuen Pfarre gehalten worden. Nebst desen Präsentationsrede an das sämtliche W. E. Ministerium. Regensburg 1779.
- Schaeffer, Jacob Christian: Eintrag im Konsistorialprotokoll. In: ELKA Regensburg Nr. 52, Beilage FF.
- Vier Predigten vom Glauben nebst zwey Wochenpredigten über Texte der heiligen Schrift. Regensburg: Verlag und Jahr unbekannt